# Romanian International 1992
Die Romanian International 1992 fanden vom 9. bis zum 11. Oktober 1992 in Bacău statt. Es war die zweite Austragung dieser internationalen Meisterschaften von Rumänien im Badminton.

## Titelträger
| Disziplin    | Sieger                          |
| ------------ | ------------------------------- |
| Herreneinzel | Yasen Borisov                   |
| Dameneinzel  | Renni Assenova                  |
| Herrendoppel | Mihail Popov Svetoslav Stoyanov |
| Damendoppel  | Renni Assenova Raina Tzvetkova  |
| Mixed        | Emerik Balazs Erika Stich       |